# Skyforger (album)
Skyforger to dziewiąty album w twórczości fińskiego zespołu Amorphis, wydany w połowie 2009 r. (europejska premiera 29 maja 2009 r., w USA – 16 czerwca 2009 r.) przez wytwórnię Nuclear Blast. Płytę nagrano w Sonic Pump Studios w Helsinkach między listopadem 2008 a styczniem 2009 r.
Na amerykańskiej liście Top Heatseekers magazynu Billboard album osiągnął 33. pozycję. Do utworu Silver Bride nakręcono teledysk, który wyreżyserował Owe Lingvall. W lipcu 2010 roku album uzyskał status złotej płyty w Finlandii sprzedając się w nakładzie 15 000 egzemplarzy.

## Lista utworów
1. Sampo – 6:08
2. Silver Bride – 4:13
3. From the Heaven of My Heart – 5:20
4. Sky is Mine – 4:20
5. Majestic Beast – 4:19
6. My Sun – 4:04
7. Highest Star – 4:44
8. Skyforger – 5:15
9. Course of Fate – 4:15
10. From Earth I Rose – 5:04
11. Godlike Machine[6] – 5:18
12. Separated[7] – 4:17

## Twórcy
- Tomi Joutsen – wokal prowadzący
- Esa Holopainen – gitara prowadząca
- Tomi Koivusaari – gitara rytmiczna
- Niclas Etelävuori – gitara basowa
- Santeri Kallio – keyboard
- Jan Rechberger – perkusja
- Marco Hietala – wokal wspierający

## Pozycje na listach
| Lista               | Kraj              | Pozycja |
| ------------------- | ----------------- | ------- |
| Top Heatseekers     | Stany Zjednoczone | 33      |
| Top 50              | Finlandia         | 1       |
| Schweizer Hitparade | Szwajcaria        | 48      |
| Ö3 Austria Top 40   | Austria           | 74      |